# Alejandro Aclan
Alejandro Dumbrigue Aclan (ur. 9 lutego 1951 w Pasay) – amerykański duchowny rzymskokatolicki, pochodzenia filipińskiego, biskup pomocniczy Los Angeles od 2019.

## Życiorys
Święcenia kapłańskie otrzymał 5 czerwca 1993 i został inkardynowany do archidiecezji Los Angeles. Przez wiele lat pracował jako duszpasterz parafialny. W 2012 mianowany zastępcą wikariusza biskupiego ds. duchowieństwa, a w 2015 objął funkcję wikariusza biskupiego.
5 marca 2019 papież Franciszek mianował go biskupem pomocniczym archidiecezji Los Angeles oraz biskupem tytularnym Rusicade. Sakry udzielił mu 16 maja 2019 arcybiskup José Horacio Gómez.